# Suiza en el Festival de la Canción de Eurovisión Junior
Suiza fue uno de los países que debutó en el II Festival de Eurovisión Junior en 2004.
Suiza solamente ha participado una vez, en 2004.
Suiza anunció que su preselección se llamaría Mara & Meo (en 2005), pero finalmente por dificultades económicas decidieron no participar.
De su única participación enviaron a un artista llamado Demis Mirarchi con el tema Birichino, pese ser su única participación no tuvieron mucho éxito y quedaron en el puesto 16.º con un total de 4 puntos

## Participaciones
| 2004                           | Lillehammer | Demis Mirarchi | «Birichino» | 16 | 4 |
| No participó entre 2005 y 2024 |             |                |             |    |   |

## Votaciones
Suiza ha dado más puntos a...
| N.º | País                | Pts |
| --- | ------------------- | --- |
| 1   | España              | 12  |
| 2   | Rumania             | 10  |
| 3   | Croacia             | 8   |
| 4   | Reino Unido         | 7   |
| 5   | Francia             | 6   |
| 6   | Macedonia del Norte | 5   |
| 7   | Bélgica             | 4   |
| 8   | Dinamarca           | 3   |
| 9   | Grecia              | 2   |
| 10  | Chipre              | 1   |

Suiza ha recibido más puntos  de...
| N.º | País  | Pts |
| --- | ----- | --- |
| 1   | Malta | 4   |

## Portavoces
| Año  | Portavoz       | 12 Puntos |
| ---- | -------------- | --------- |
| 2004 | Alessia Milani | España    |